# Tożsamość (film 2011)
Tożsamość (ang. Unknown) – brytyjsko-niemiecko-francusko-amerykański thriller z 2011 roku w reżyserii Jaumego Colleta-Serry, zrealizowany na podstawie powieści Hors de moi Didiera Van Cauwelaerta.

## Obsada
- Liam Neeson - dr Martin Harris
- Diane Kruger - Gina
- January Jones - Elizabeth Harris
- Bruno Ganz - Ernst Jürgen
- Sebastian Koch - profesor Leo Bressler
- Stipe Erceg - Jones
- Aidan Quinn - Inny Martin Harris
- Frank Langella - Rodney Cole
- Olivier Schneider - Smith
- Rainer Bock - pan Strauss